# Сингх, Лютер
Лютер Сингх (англ. Luther Singh; род. 5 августа 1997, Соуэто, Гаутенг) — южноафриканский футболист, полузащитник клуба «Копенгаген» и сборной ЮАР.

## Клубная карьера
Сингх начал заниматься футболом в Академии «Старс оф Африка» у себя на родине. После её успешного окончания Лютер подписал контракт со шведским ГАИСом. 24 августа 2015 года в матче против «Дегерфорс» он дебютировал в Суперэттан. В этом же поединке Сингх забил свой первый гол за ГАИС. 22 мая 2016 года в матче против «Энгельхольма» он сделал хет-трик. В начале 2017 года Сингх перешёл в португальскую «Брагу». Для получения игровой практики Лютер начал выступать за команду дублёров клуба во второй португальской лиге.

## Международная карьера
Лучший бомбардир чемпионата КОСАФА для игроков до 20 лет, который состоялся в 2016 году.
В 2017 году в составе молодёжной сборной ЮАР Сингх принял участие в молодёжном Кубке Африки в Замбии. На турнире он сыграл в матчах против команд Замбии, Гвинеи, Камеруна, Сенегала и Судана. В поединках против камерунцев и сенегальцев Лютер забил четыре гола и стал лучшим бомбардиром турнира.
28 марта 2017 года в товарищеском матче против сборной Анголы Сингх дебютировал за сборную ЮАР.
В том же году Сингх принял участие в молодёжном чемпионате мира в Южной Корее. На турнире он сыграл в матчах против команд Японии, Италии и Уругвая.

## Достижения
- Лучший бомбардир молодёжного Кубка Африки (4 гола) — 2017